# Nana Ōwada
Nana Ōwada (大和田 南那 Ōwada Nana?,  Prefectura de Chiba, Japón, 15 de septiembre de 1999) es una Idol, cantante y actriz japonesa. Es conocida por haber sido miembro del grupo femenino AKB48, donde fue miembro del Equipo A.

## Biografía
Ōwada nació el 15 de septiembre de 1999 en la prefectura de Chiba, Japón. El 19 de enero de 2013, aprobó la décima quinta audición para unirse a AKB48. Debutó como bailarina el 30 de abril de ese mismo año durante una presentación teatral del Equipo K. Su debut teatral fue el 9 de junio de 2013. El 24 de febrero de 2014, se anunció que Ōwada sería promovida al Equipo B. En abril de 2014, Ōwada debutó como actriz en Sailor Zombie, una serie de drama sobre estudiantes de secundaria.
El 26 de marzo de 2015, se anunció que Ōwada sería nuevamente transferida, está vez al Equipo A. El 29 de noviembre de 2016, Owada anunció su graduación del grupo, la cual se llevó a cabo el 18 de marzo de 2017.

## Discografía

### AKB48
| Año  | Número | Título                              | Rol                   | Notas |
| ---- | ------ | ----------------------------------- | --------------------- | --- |
| 2013 | 33     | "Heart Electric"                    | B-side                | Cantó 'Kimi no Hitomi wa Planetarium' junto con otras aprendices. |
| 2013 | 34     | "Suzukake Nanchara"                 | B-side, Center        | Cantó 'Party is over' |
| 2014 | 35     | "Mae Shika Mukanee"                 | B-side                | Cantó 'Kinou Yori Motto Suki' as part of one-shot unit 'Smiling Lions'. |
| 2014 | 36     | "Labrador Retriever"                | A-side                | First A-side. También cantó 'B Garden' as part of Team B. |
| 2014 | 37     | "Kokoro no Placard"                 | B-side                | Cantó 'Oshiete Mommy' |
| 2014 | 38     | "Kibouteki Refrain"                 | A-side                | También cantó 'Loneliness Club' como parte del Equipo B. |
| 2015 | 39     | "Green Flash"                       | B-side                | Cantó "Haru no Hikari Chikadzuita Natsu" y "Yankee Rock" |
| 2015 | 40     | "Bokutachi wa Tatakawanai"          | A-side, Dendenmu Chu! | Cantó en "Bokutachi wa Tatakawanai" sin participar en el video musical. También cantó en "Summer Side" como Selection 16 y "Kafka to Dendenmu Chu!" como Dendenmu Chu! sub-unit. |
| 2015 | 41     | "Halloween Night"                   | Under Girls           | Cantó en "Kimi Dake ga Akimeiteita" y "Ippome Ondo" |
| 2015 | 42     | "Kuchibiru ni Be My Baby"           | B-Side                | También cantó en "Kimi wo Kimi wo Kimi wo...", "Yasashii place" como Team A y "Senaka Kotoba"                                                                                    |
| 2016 | 43     | "Kimi wa Melody"                    | B-side                | También cantó "LALALA Message", "Mazariau Mono" as NogizakaAKB y "M.T ni Sasagu" como Team A.                                                                                    |
| 2016 | 44     | "Tsubasa wa Iranai"                 | B-side                | Cantó "Set me free" as Team A. |
| 2016 | 45     | "Love Trip / Shiawase wo Wakenasai" | B-side                | Cantó "Kishi ga Mieru Umi Kara" como Future Girls. |

## Filmografía

### Programa de variedades
- AKBingo! (2013–2016)
- AKB48 no Anta Dare? (2013-2016)
- Ariyoshi AKB Kyowakoku (2014-2016)
- AKB Nemousu TV (2014–2016)
- AKB48 Show! (2013–2016)

### Televisión
- Sailor Zombie (TV Tokyo, 2014) como Maiko[3]
- Majisuka Gakuen 4 (NTV, 2015) como Zombie
- Majisuka Gakuen 5 (NTV, 2015) como Zombie
- AKB Horror Night: Adrenaline's Night (TV Asahi, 2016) como Mako (ep. 38)
- We Are Rockets! (TBS, 2018) como Natsumi (ep. 4)

### Musicales
- AKB49 Stage Play (2014)